# Phlyctenactis tuberculosa
Phlyctenactis tuberculosa är en havsanemonart som först beskrevs av Jean René Constant Quoy och Joseph Paul Gaimard 1833.  Phlyctenactis tuberculosa ingår i släktet Phlyctenactis och familjen Actiniidae. Inga underarter finns listade i Catalogue of Life.